# Хуан дель Агила
Хуан дель Агила и Арельяно (исп. Juan del Águila y Arellano; 1545, Авила — август 1602, Ла-Корунья) — испанский генерал. Он командовал испанскими экспедиционными войсками в Сицилии, затем в Бретани (1584—1598, также отправил отряд для набега на Англию), а затем служил командующим испанского экспедиционного корпуса во время вторжения в Ирландию (1600—1602). Будучи солдатом, а впоследствии маэстро-де-кампо терции, он был направлен на Сицилию, Северную Африку, Мальту, Корсику, Милан, Нидерланды, Испанию, Португалию, Францию и Ирландию, где принимал участие в крупных военных событиях своего времени, таких как осада Мальты, разграбление Антверпена и другие. Осада Антверпена, битва при Эмпеле, экспедиция в поддержку французских католиков, битва при Корнуолле и экспедиция в поддержку ирландцев.

## Детство
Хуан дель Агила родился в Авиле в 1545 году в семье провинциальной знати. Он был четвертым сыном Мигеля дель Агила-и-Веласко и Санчи де Арельяно, внуком сеньора де Вильявисьоса. Его детство прошло в Беррако (ныне Эль-Баррако).

## От солдата до капитана

### Служба в Италии
В 1563 году, в возрасте восемнадцати лет, Хуан дель Агила в военном отряде Гонсало де Бракамонте отправился на остров Сицилия, где служил в составе сицилийской терции. Он прослужил там 24 года. В следующем 1564 году он участвовал в завоевании Пеньон-де-Велес-Де-Ла-Гомера, тогда еще приюта для арабских пиратов.
В 1565 году Хуан дель Агила был частью испанского военного контингента, посланного на помощь Мальте, осажденной турками-османами. Через год он был послан на остров Корсика в поддержку генуэзцев, пытавшихся подавить восстание, возглавляемое Сампьеро Корсо.

### Служба во Фландрии

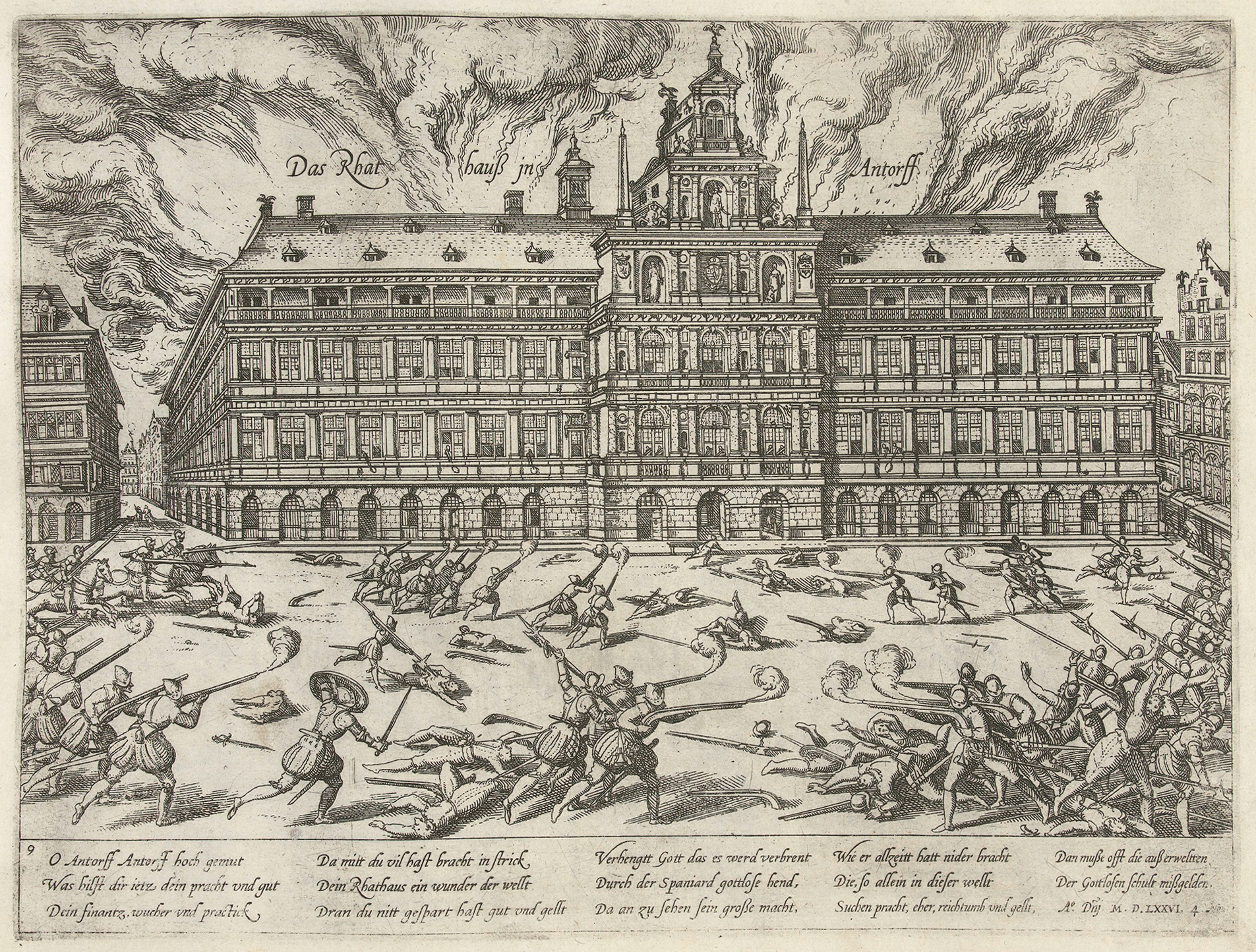
Сожжение ратуши во время разграбления Антверпена

В 1567 году сицилийская терция была отправлена во Фландрию. В 1569 году капитан Педро Гонсалес де Мендоса произвел Хуана дель Агилу в лейтенанты своей роты.
В 1568 году началась так называемая Восьмидесятилетняя война, также называемая Нидерландским восстание против испанской монархии. Эта война закончится в 1648 году Вестфальским договором.
В 1574 году Хуан дель Агила участвовал в битве при Моке, которая стала тяжелым ударом для протестантских повстанцев.
В 1576 году Хуан дель Агила был послан на помощь замку Гент. В том же году терция взбунтовалась из-за отсутствия денег и построил укрепления в Алосте. Воспользовавшись ситуацией и вакуумом власти после смерти генерал-губернатора Луиса де Рекесенса, Вильгельм Оранский устроил всеобщее восстание, объявил всех испанцев и тех, кто сотрудничал с ними, «мятежниками». Так, немецкие и валлонские войска из Антверпена перешли на другую сторону и позволили голландским повстанцам войти в город, которые осадили цитадель, которой командовал Санчо д’Авила. В этой ситуации Хуан дель Агила убедил мятежников из Алоста помочь своим соотечественникам. Так войска взяли город.
Вслед за этим произошло злосчастное разграбление Антверпена. В том же году (1577) Хуан дель Агила был назначен капитаном.

### Между Фландрией и Италией
В мае 1577 года терция Хуана дель Агила покинула Маастрихт, направляясь в Ломбардию после подписания бессрочного эдикта. Но в августе того же года губернатор Хуан Австрийский вновь заявил о своем присутствии, чтобы умиротворить Фландрию. Смерть его полевого наставника Джулиана Ромеро задержала его отъезд до осени. Наконец в декабре Хуан Австрийский достиг Нидерландов. Три года испанцы воевали, не получая ни единого жалованья. В феврале 1580 года новый испанский губернатор Александр Фарнезе (Дон Хуан Австрийский умер в 1578 году) был вынужден вывести терции из-за переговоров о подчинении валлонов.
В 1582 году Хуан де Авила снова был вызван во Фландрию, куда прибыл в конце июля после сорокадневного путешествия по Испанской дороге.
После завоевания замка Тюрнхаут в апреле 1583 года Александр Фарнезе назначил Хуана дель Агилу его губернатором, но ненадолго. Три месяца спустя, 23 июля, главный город Ньюпорт сдался испанцам, и Хуан дель Агила стал новым губернатором, а его рота — крепостным гарнизоном.

## Маэстро-де-кампо

### Служба во Фландрии

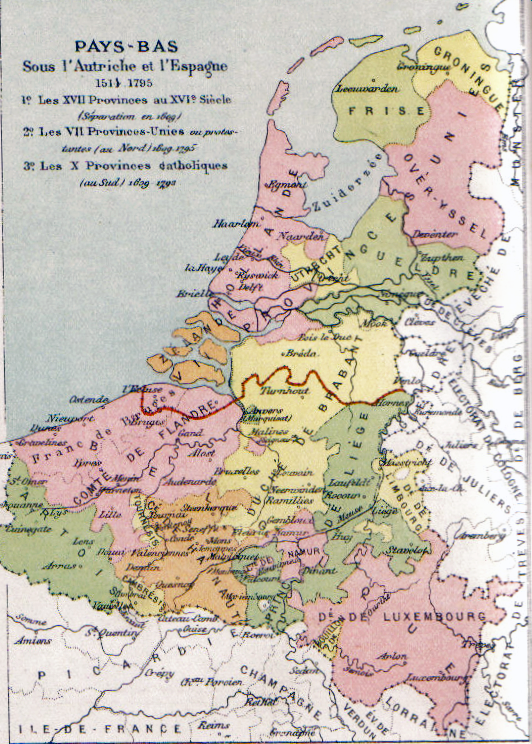
Нидерланды во времена Хуана дель Агила.

16 августа 1583 года в Дендермонде умер маэстро-де-кампо терции, в которой служил Хуан де Агила. Десять дней спустя Фарнезе назначил его новым маэстро-де-кампо, когда ему было всего 38 лет.
В конце 1584 года началась осада Антверпена, в которой Хуан де Агила и его терция особенно отличились, разгромив голландцев, пытавшихся спасти город от ковенштейнской плотины (27 мая 1585 года). После взятия города летом того же года терции получили обратно жалованье: 37 просроченных окладов с июля 1582 года.
После взятия Антверпена Александр Фарнезе освободил часть армии и отправил остальных на север, чтобы помочь восстановить католицизм и испанское правление в Северных Нидерландах. Армия, которой командовал Эрнесто де Мансфельд, состояла из трех терций, включая Хуана дель Агила. Достигнув в конце ноября реки Маас, Мансфельд разделил армию: одни расположились лагерем на берегу, другие — на острове Боммель, образованном реками Маас и Ваал. Во второй группе были командиры Хуан дель Агила и Франсиско Ариас де Бобадилья (1541—1610).
Затем голландские повстанцы прорвали дамбы, защищавшие этот район, уровень воды поднялся и затопил остров. Таким образом, испанцы оказались изолированными и незащищенными в дамбе Эмпель. 2 декабря голландский флот вошел в затопленную землю с намерением уничтожить терции. С помощью артиллерии, которую им удалось спасти, войска Хуана дель Агила заняли островок, образовавшийся после наводнения, и остановили лодки мятежников, чтобы помешать им приблизиться. Тем временем голландцы захватили другие островки и начали строительство укреплений, которое закончилось в рекордные сроки, несмотря на выстрелы испанских пушек.
Мансфельд получил несколько барж от жителей Ден-Босха, чтобы атаковать вражеский флот, но они были уничтожены во время внезапной атаки. Положение было отчаянным. В ночь на 7 декабря один солдат нашел, похороненный возле церкви Эмпель, стол с изображением Непорочной Девы, и, поскольку 8 декабря был её праздничный день, находка считалась добрым предзнаменованием.
В ту же ночь Бобадилья приказал атаковать форты с помощью нескольких доступных лодок. Тем временем температура резко упала и начал дуть сильный ветер. Вода начала замерзать. В результате этого голландские корабли были отозваны из опасения быть заблокированными, и испанцы смогли взять форты.
Эта немыслимая ситуация впоследствии была названа чудом Эмпеля (по-голландски: Het Wonder van Empel). Мятежники воскликнули: «Бог стал испанцем», и с тех пор пехота стала посвящать себя Непорочной Деве, что привело к тому, что она стала ее покровительницей.
24 января 1586 года дон Хуан Д’Агила и его войска, в том числе 17 пехотинцев и 4 кавалериста-корнета, совершили набег на немецкие деревни Бослар, Мюнц и Гевенич. Они тяжело ранили многих горожан, украли их имущество или уничтожили его.
Позднее, в 1586 году, терция Хуана дель Агила участвовала в завоеваниях Грейва (6 июня), Нойса (26 июля), Альпена (13 августа) и спасении Зютфена (22 сентября), заставив английскую армию, которая осаждала его, снять осаду.
12 июня 1587 года в устье реки Шельды началась осада Эсклузы. В июле Хуан дель Агила был тяжело ранен. Не успел он выздороветь, как его вызвали ко двору, куда он прибыл весной 1588 года. Там он был представлен королю Испании Филиппу II со словами: «Ваше Величество, познакомьтесь с человеком, рожденным без страха».
Король назначил его командующим новой терции, которая ждала его в Сантандере. Эти войска были частью второй десантной армии из кампании против Англии. В сентябре операция была отменена, когда произошла катастрофа Великой Армады.

### Служба в Испании
После почти годичного ожидания «Терсио» отплыл в Ла-Корунью, куда прибыл 17 августа 1589 года. Через десять дней они снова сели на корабль, на этот раз с приказом сопровождать индийский флот на последнем отрезке пути до Лиссабона. К ним присоединились шесть рот и еще одна терция, и вместе они вернулись в море, чтобы вернуться в Галисию, где им предстояло провести зиму.
Между тем во Франции после убийства герцога де Гиза (23 декабря 1588 года), претендента на французский престол и самого короля Генриха III (1 августа 1589 года), корона перешла к королю Генриху III Наваррскому, протестанту, чего Католическая лига и король Испании Филипп II терпеть не могли.
Так, в августе 1590 года в Ферроле терция Хуан дель Агила взяла курс на Францию, чтобы поддержать католиков.

### Служба во Франции

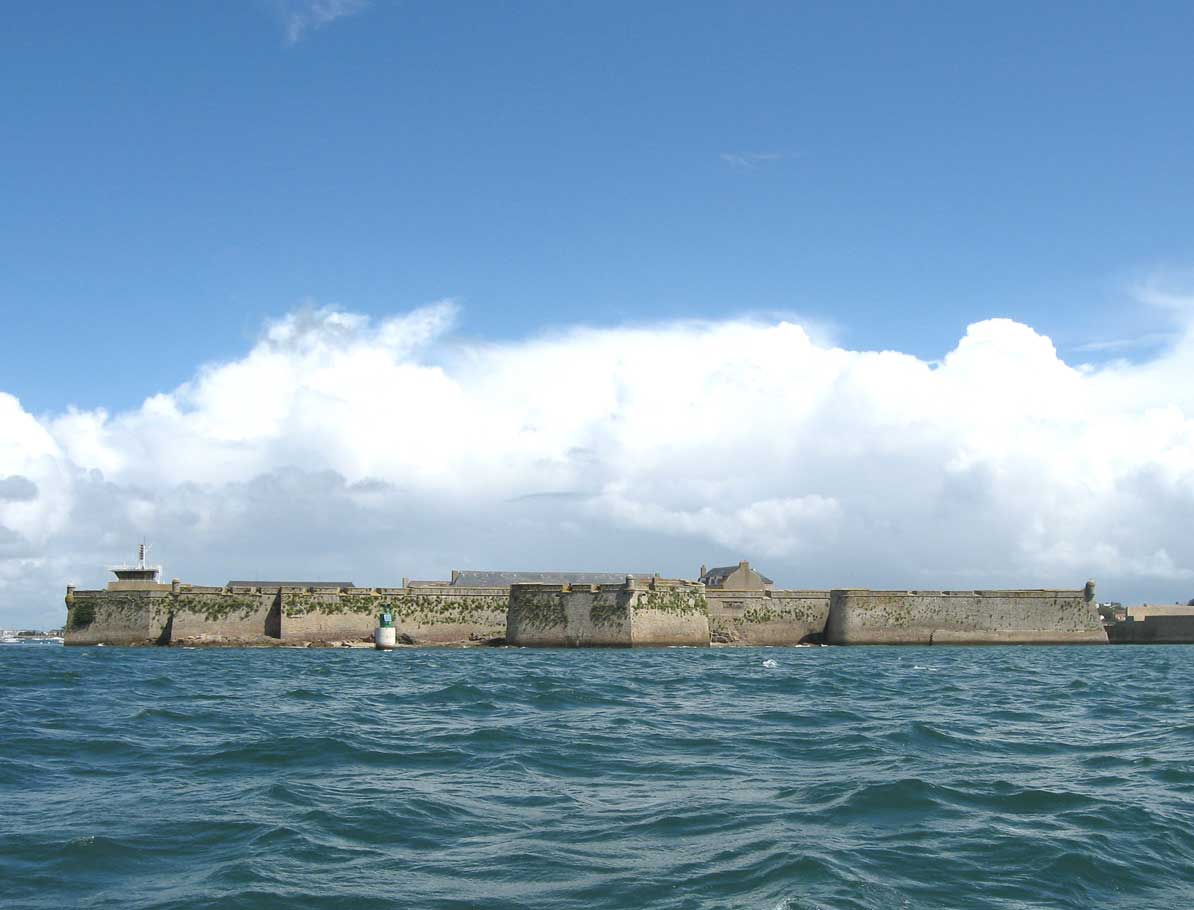
Эль-Фуэрте-дель-Агила (Форт Агила) в его нынешнем состоянии, сильно измененном Вобаном.

25 октября 1590 года Хуан дель Агила высадился в Нанте (Бретань) со своей армией. Он создал в качестве оперативной базы Порт Блаве (ныне Порт-Луи). В конце года он начал укрепление города, предпринятое Кристобалем де Рохасом, который построил великолепный «Фуэрте дель Агила» (Форт Агила), названный в честь начальника лагеря.
21 ноября 1591 года он взял замок Блейн. 21 мая 1592 года он разбил англо-французскую армию в Краоне и, преследуя английский контингент, полностью разгромил его в Амбрьере. 6 ноября того же года он взял Брест.
В 1593 году часть армии Хуана дель Агила высадилась на Камаре и построила Форт «La Pointe des Espagnols» (оконечность испанцев) на полуострове Крозон, доминирующий над входом в Брестский порт. В сентябре 1594 года ему не удалось освободить город Морле от осады, что привело к ожесточенным конфликтам между ним и герцогом Меркурским. 1 октября англо-французская армия начала осаду форта Крозон в то время как английский флот обстреливал это место с моря. Гарнизон мог продержаться только до 15 ноября, в то время как вспомогательная армия, возглавляемая Хуаном дель Агилой, не смогла освободить Форт, блокированный в Пломодьерне. 19-го штурм осаждающих обратил гарнизон в бегство-в живых осталось только тринадцать человек.

### Экспедиция в Англию

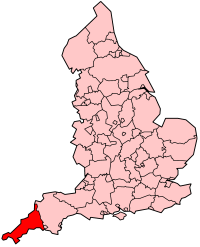
Испанские операции проходили на побережье графства Корнуолл.

Воспользовавшись «передышкой», которую он получил от французских войск, Хуан дель Агила решил организовать карательную экспедицию против Англии, чтобы помочь королю Генриху IV Французскому.
Так, 26 июля 1595 года три роты мушкетеров из его терции под командованием капитана Карлоса де Амескиты отплыли на четырех галерах. Сначала они высадились в Пенмарше, чтобы получить припасы. 31 июля они отправились в Англию и высадились 2 августа в Маунтс-Бей, Корнуолл. За два дня экспедиция разграбила и сожгла Маусхол (где уцелел только паб), Ньюлин, Пол и Пензанс. Они также очистили англичан от тяжелой артиллерии и снова погрузились на галеры.
5 августа, через день после отплытия во Францию, они обнаружили голландскую эскадру из 46 кораблей, от которой им удалось спастись, но не раньше, чем они потопили два вражеских корабля. 10 августа Амескита и его люди победоносно высадились в Блаве. В результате экспедиции погибло 20 человек, и все они погибли в стычке с голландцами.
2 мая 1598 года был подписан Вервинский мир, по которому Испания вернула все завоеванные места (включая Блаве) в обмен на освобождение Францией графства Шароле и захваченных районов во Фландрии.
Поэтому Хуан дель Агила и его терция должны были вернуться в Испанию.

### Служба в Испании
«Терцио» был послан в Кадис, откуда они должны были сопровождать галеоны, прибывающие из Америки.
В мае 1600 года Хуан дель Агила был заключен в тюрьму за то, что «воспользовался налогом короля больше, чем было справедливо», как сообщает Луис Кабрера де Кордова. Он сумел доказать свою невиновность, и в качестве компенсации ему было поручено командование экспедицией для поддержки Ирландского восстания против Англии.

### Экспедиция в Ирландию

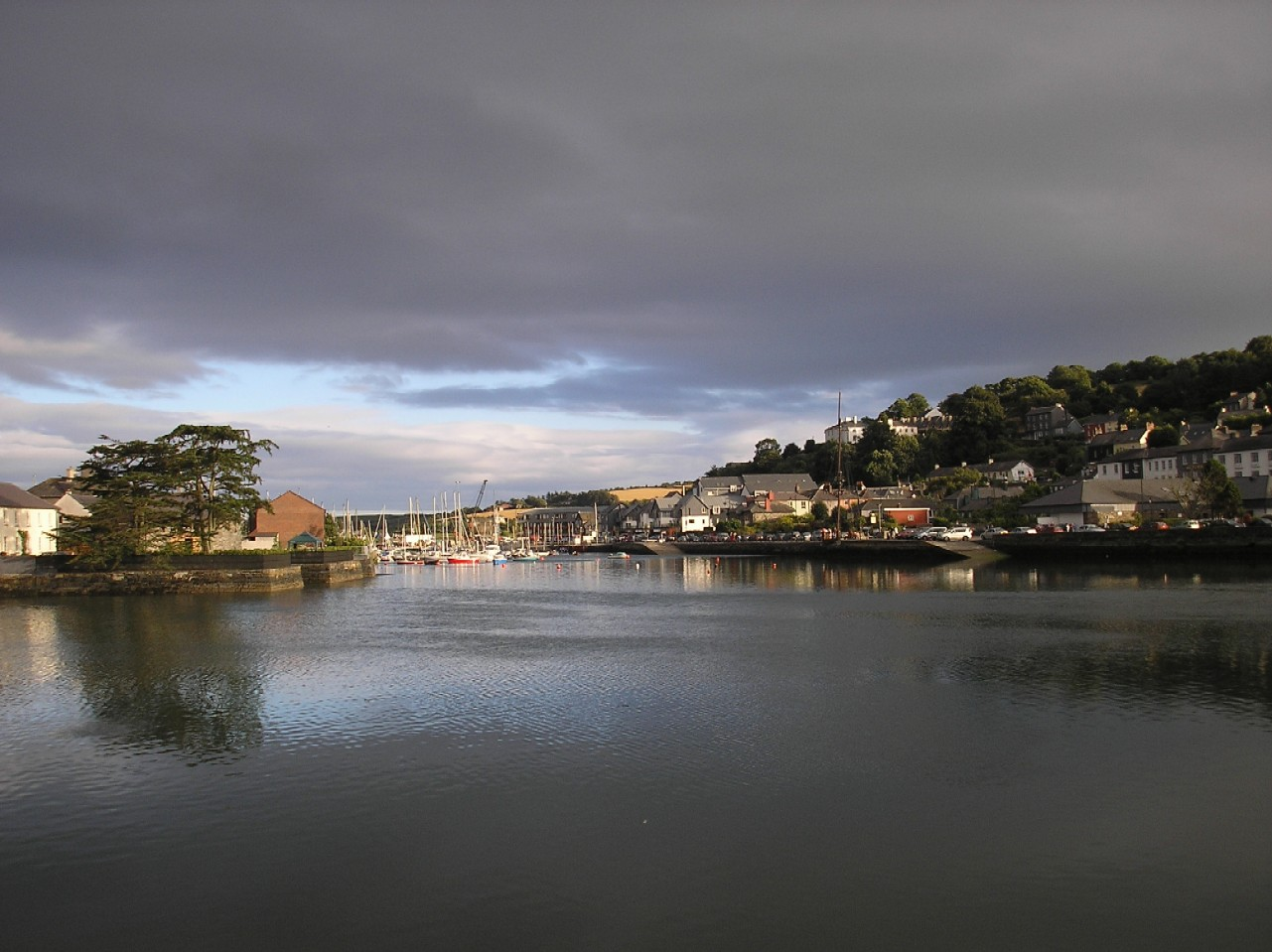
Консейл-Харбор в настоящее время

2 сентября 1601 года 33 корабля отплыли из Лиссабона в Ирландию. В общей сложности 4 432 из терций человека Хуан дель Агила и Франсиско де Толедо. Хуан дель Агила держал верховное командование экспедицией в качестве ее главного фельдмаршала. Цель состояла в том, чтобы захватить порт Корк, ключевой южный порт Ирландии и идеально подходящий для высадки.
Сильный шторм рассеял флот у острова Уэссан. Адмиралу Диего Брохеро удалось достичь Кинсейла 1 октября с большей частью судов. Таким образом, большинство людей смогли высадиться на ирландской земле, но восемь или девять кораблей под командованием Педро де Зубиаура вместе с 650 солдатами и большей частью провизии вернулись в Галисию.

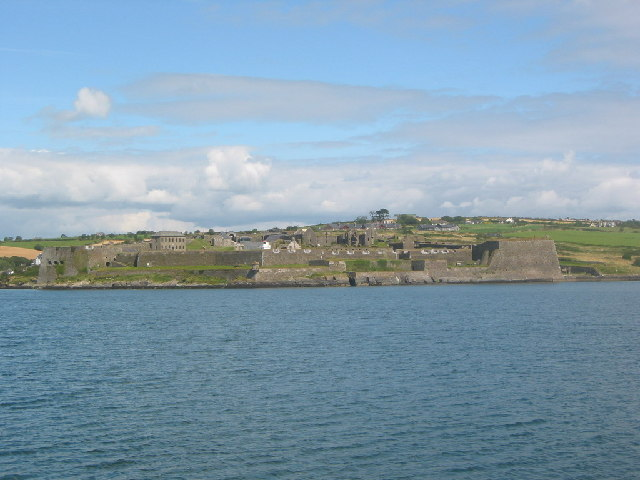
Вид на Форт Чарльз, построенный на месте форта Рингкур.

Как только они высадились, флот вернулся в Испанию за подкреплением. Хуан дель Агила остался с 3000 человек, изолированных в Кинсейла. Союзные войска находились далеко от города, и поэтому они могли получить только 900 плохо вооруженных новобранцев. Он решил укрепить лагерь и ждать подкрепления. У входа в бухту он построил два форта: Касл-парк и Рингкурран.
Вскоре прибыла английская армия из 10 000 пехотинцев, 600 всадников и нескольких пушек под командованием Чарльза Блаунта, 8-го барона Маунтжоя. Кроме того, небольшой английский флот блокировал гавань Кинсейла.
В ноябре лорд Маунтжой приказал атаковать Кинсейл. Англичане захватили форт Рингкур, но были выбиты. Вскоре после этого Хуан дель Агила предложил сдаться, но получил отказ.
С севера острова ирландские лидеры Хью О’Нил, граф Тирон и Хью Роэ О’Доннел, лорд Тирконнелл, выступили к Кинсейлу с повстанческим войском (5500 чел.). 7 декабря из Испании вышел флот из 10 кораблей под командованием Педро де Забиаура с 829 солдатами и обильным провиантом и боеприпасами. Но новый шторм привел к потере четырех кораблей. Остальным удалось добраться до Каслхейвена, расположенного примерно в 48 км к югу от Кинсейла, 11 декабря. Ирландские дворяне этого района присягнули на верность королю Испании (тогда Филиппу III) и предоставили 550 пехотинцев и роту кавалерии. Кроме того, замки Данбой (близ Каслтаунбера) и Доннешед (близ Балтимора) были сданы испанским войскам.
Чарльз Блаунт, предупрежденный о присутствии новых испанских сил в Ирландии, послал флот из семи кораблей под командованием адмирала Ричарда Левесона в Каслхейвен, чтобы нейтрализовать испанский флот и усилить блокаду. 16 декабря, после пяти часов боев, англичане смогли потопить галеон «Мария Франсиска», захватили в плен командира и заставили испанцев потопить остальные свои корабли, несмотря на наличие батареи из пяти орудий. Англичане, добившись успеха, сумели отступить под огнем, но не потеряли ни одного корабля.
Утром того же дня, 16 декабря, 1500 человек покинули Кинсейл, чтобы попытаться прорвать осаду. Им удалось уничтожить двадцать орудий и убить более семисот англичан, но им пришлось вернуться в город, не сумев пересечь вражеские линии. Потери испанцев были относительно невелики, что воодушевляло войска.
Повстанческая ирландская армия, идущая с севера, наконец — то сумела соединиться с испанцами, после чего решила помочь Хуану дель Агиле. Но Педро де Забиаур после того, как его флот был уничтожен в Каслхейвене, не хотел терять контроль над Балтимором, который мог быть использован для будущих высадок. Поэтому он разделил свои войска, дав ирландской армии 200 вспомогательных пехотинцев, в то время как он и другие люди обеспечили позиции. В конце концов чуть менее 6500 человек отправились в Кинсейл.
В то время британская армия была сокращена до 8 000 человек из-за потерь, вызванных испанцами, болезнями и дезертирством.
3 января обе армии встретились в Кинсейле. Отсутствие координации между союзниками и испанскими осажденными вкупе с дезорганизацией ирландцев и превосходством английской кавалерии превратили битву при Кинсейле в крупное поражение испано-ирландской коалиции.

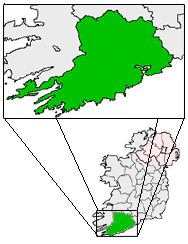
Испанские операции, которые проходили на побережье графства Корк.

Ирландцы начали атаку, но были отбиты англичанами. Под давлением британской армии некоторые ирландцы начали отказываться от борьбы. После этого английская кавалерия предприняла контратаку, которая отбросила их назад, а ирландская армия обратилась в бегство. Затем кавалерия начала преследовать их, нанося тяжелые потери среди дезертиров. Вмешательство испанской пехоты предотвратило большую резню за счет 90 погибших и 52 пленных. Хуан дель Агила покинул город со своими людьми, но было уже поздно, и они были отбиты. Всего в Кинсейле погибло 1200 ирландцев.
12 января Хуан дель Агила сдался. Условия капитуляции вынудили испанцев сдать свои места и замки в Кинсейле, Каслхейвене, Данбое, Доннешеде и Доннелонге (на острове Шеркин). Взамен испанская армия (тогда сокращенная до 1800 человек) и все ирландцы, которые пожелают этого, получат припасы и транспорт для возвращения в Испанию. Кроме того, они оставят себе оружие, флаги и деньги.
14 января, всего через два дня, Мартин де Вальесина прибыл в Кинсале с подкреплением, но вернулся в Испанию, как только узнал о капитуляции.

### Возвращение в Испанию
13 марта флот прибыл в Ла-Корунью. Там Хуан дель Агила заплатил из своего кармана за полевой госпиталь для лечения многих раненых.
Он оставался под домашним арестом в Ла-Корунье, что помешало ему поехать в Мадрид, чтобы объяснить свои действия в Ирландии. В суде против него был подготовлен Военный совет, но он не принял его, так как умер в августе. Согласно отчету Эмилио Гонсалеса Лопеса: «ошеломленный этим арестом, который включал в себя суровое осуждение его военного поведения в Ирландии, Дон Хуан дель Агила умер, вероятно, в начале августа».

## Верховный военный совет
12 июля 1603 года Верховный военный совет пришел к выводу, что "его капитуляция представляла собой потерю репутации. Его также обвинили в халатности за то, что он не смог вовремя покинуть город во время битвы. Однако невозможность изложить свою версию событий привела к тому, что эта история дошла до суда через руки других лиц, не участвовавших в ней, и его последующая смерть заставила Совет принять решение без показаний Хуана дель Агила и без того, чтобы он в течение трех месяцев защищал Кинсейл от превосходящих сил.